# Anelson Guerra
Anelson Guerra Vieira (19 de febrero de 1954) es un deportista brasileño que compitió en judo.
Ganó cuatro medallas en el Campeonato Panamericano de Judo entre los años 1972 y 1980. Participó en los Juegos Olímpicos de Moscú 1980, donde finalizó decimonoveno en la categoría de –71 kg.

## Palmarés internacional
| Campeonato Panamericano | Campeonato Panamericano       | Campeonato Panamericano | Campeonato Panamericano |
| Año                     | Lugar                         | Medalla                 | Categoría               |
| ----------------------- | ----------------------------- | ----------------------- | ----------------------- |
| 1972                    | Buenos Aires (Argentina)      | Medalla de plata        | –63 kg                  |
| 1974                    | Ciudad de Panamá (Panamá)     | Medalla de plata        | –63 kg                  |
| 1976                    | Maracaibo (Venezuela)         | Medalla de bronce       | –63 kg                  |
| 1980                    | Isla de Margarita (Venezuela) | Medalla de oro          | –71 kg                  |